# Nhà thờ Chúa Giêsu ở Cieszyn
Nhà thờ Chúa Giêsu ở Cieszyn (tiếng Ba Lan: Kościół Jezusowy w Cieszynie) là nhà thờ Tin lành lớn nhất trong giáo phận Cieszyn và ở Ba Lan. Có 3.500 chỗ ngồi trong nhà thờ, nhưng sức chứa của nhà thờ có thể lên tới khoảng 7.000 người. Nhà thờ đã được ghi danh vào Sổ đăng ký các di tích bất động trong tỉnh Śląskie của Viện Di sản Quốc gia Ba Lan.

## Lịch sử
Vua Thụy Điển Charles XII Luther giáo và Hoàng đế Áo Joseph I Habsburg Công giáo ký Thỏa thuận Altranstadt vào năm 1707. Thỏa thuận này cho phép xây dựng sáu "nhà thờ ân sủng" phục vụ những người theo đạo Tin lành ở Silesia, cụ thể là ở Cieszyn, Żagań, Kożuchów, Jelenia Góra, Kamienna Góra và Milicz. Trong sáu nhà thờ ân sủng này, chỉ có Nhà thờ Chúa Giêsu ở Cieszyn còn tồn tại đến ngày nay. Những người đóng góp lớn vào việc xây dựng nhà thờ là Erdmann II Promnic người gốc Pszczyna, Juliusz Gotlieb Sunnegh người gốc Bielsko, Wacław Ludwik von Henckel người gốc Bohumín. Số lượng người theo đạo Tin Lành thuộc giáo phận Cieszyn vào thời điểm nhà thờ mới thành lập ước tính vào khoảng 50.000 người. Do đó, mặc dù sức chứa của nhà thờ lớn và nhà thờ tổ chức đến năm thánh lễ vào Chúa Nhật và các ngày lễ trọng, nhà thờ luôn trong tình trạng chật kín người.